# Browntown
Browntown é uma vila localizada no estado norte-americano de Wisconsin, no Condado de Green.

## Demografia
Segundo o censo norte-americano de 2000, a sua população era de 252 habitantes. 
Em 2006, foi estimada uma população de 250, um decréscimo de 2 (-0.8%).

## Geografia
De acordo com o United States Census Bureau tem uma área de 
2,7 km², dos quais 2,7 km² cobertos por terra e 0,0 km² cobertos por água. Browntown localiza-se a aproximadamente 255 m acima do nível do mar.

## Localidades na vizinhança
O diagrama seguinte representa as localidades num raio de 20 km ao redor de Browntown. 